# Donatus Haugg
Donatus Haugg (ur. 27 marca 1900 w Denklingen, zm. ok. 28 stycznia 1943 niedaleko Woroneża) – niemiecki ksiądz katolicki, kapelan wojskowy, teolog; wykładowca w Akademii Państwowej w Braniewie w Prusach Wschodnich oraz w Wyższej Szkole Filozoficzno-Teologicznej we Freisingu. Autor prac z zakresu liturgii, chrystologii i Nowego Testamentu. Odsunięty przez NSDAP od pracy akademickiej. Został kapelanem wojskowym, zginął na froncie wschodnim.

## Życiorys
Urodził się w Denklingen w Bawarii. Od 26 czerwca 1918 roku brał udział w I wojnie światowej. 16 lipca 1924 otrzymał święcenia kapłańskie w Augsburgu. Od 1 września 1924 był kapłanem w Getyndze, od 1 września 1926 wikarym w Füssen. Uzyskał stopień doktora teologii. W 1935 został nieetatowym wykładowcą (docentem) na Uniwersytecie w Monachium. 1 listopada 1935 został nieetatowym wykładowcą (docentem) egzegezy Nowego Testamentu w Akademii Państwowej w Braniewie. Na braniewskiej uczelni uzyskał habilitację. 1 listopada 1936 został docentem egzegezy Nowego Testamentu w Wyższej Szkole Filozoficzno-Teologicznej we Freisingu (Philosophisch-theologische Hochschule Freising) w Bawarii. Od semestru zimowego 1936/37 powierzono mu czasowo obowiązki profesora egzegezy Nowego Testamentu oraz wykłady z wprowadzenia do Nowego Testamentu i hermeneutyki. W tym czasie jednak wszystkie nowe nominacje musiały zyskać aprobatę narodowosocjalistycznych władz. Ministerstwo Nauki Rzeszy poinformowało, że Haugg po zakończeniu semestru zimowego nie może liczyć na dalsze stanowiska dydaktyczne na uczelniach państwowych i dlatego zaleca się poszukiwanie innego zajęcia w służbie kościelnej. Pomimo starań zarówno Haugga, jak i uczelni o przedłużenie jego stanowiska, latem 1939 roku Ministerstwo poinformowało rektora uczelni, że Donatus Haugg – po wyrażanych przez niego negatywnych opiniach politycznych – nie ma możliwości kontynuowania kariery nauczyciela akademickiego i nie może dłużej pozostać przedstawicielem profesury Nowego Testamentu w PTH Freising, a rektor powinien niezwłocznie zaproponować zastępstwo na stanowisko zastępcy profesora z semestru zimowego 1939/40. Haugg po krótkim okresie pracy jako dyrygent chóru w Füssen w 1940 roku zatrudnił się jako kapelan wojskowy. Od 23 kwietnia 1940 był kapelanem szpitala polowego. W okresie od 1 stycznia 1941 do 28 stycznia 1943 był kapelanem 323 Dywizji Piechoty. Najpierw przebywał we Francji, później w Rosji. Zamiast ewakuacji, wybrał pozostanie z rannymi żołnierzami. Zaginął na wojnie w styczniu 1943 niedaleko Woroneża w wieku niespełna czterdziestu trzech lat.

## Publikacje
- Judas Iskarioth in den neutestamentlichen Berichten, Freiburg, Herder 1930;
- Im Kraftfeld der Hostie: Einblicke in das Seelenleben der Kommunizierenden, Oranienburg b. Berlin: Verlag Das Innere Leben 1933
- Die zwei Zeugen. Eine exegetische Studie über Apok 11, 1—13, Münster 1936;
- Das erste biblische Marienwort, Stuttgart 1938.